# ヒーウ県
ヒーウ県（エストニア語：Hiiu maakond）は、エストニアを構成する15の県の一つである。エストニア北西部に位置し、バルト海にあるヒーウマー島とその周辺島嶼からなる。

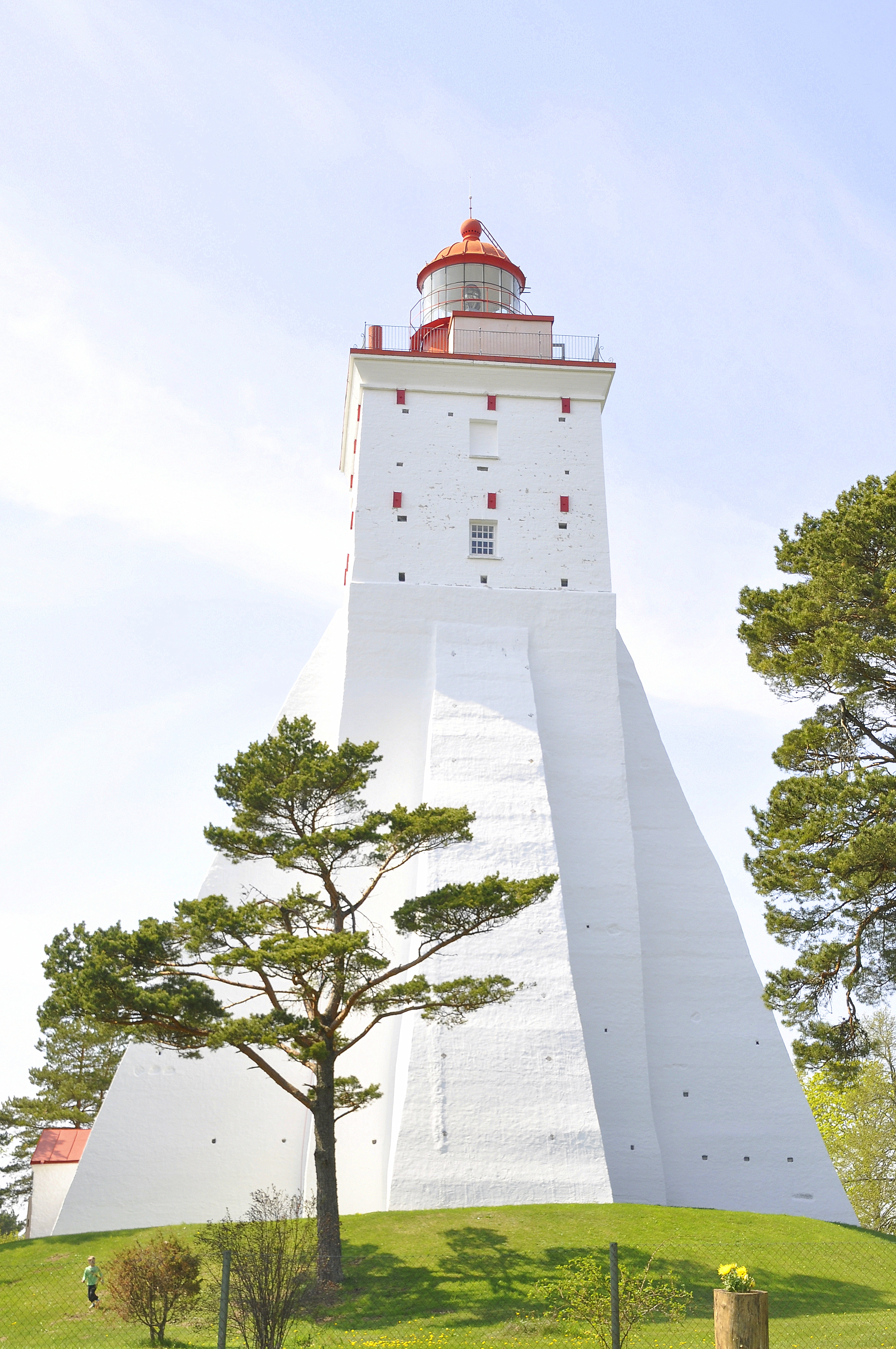
コプ灯台